# Điện Thắng Nam
Điện Thắng Nam là một phường thuộc thị xã Điện Bàn, tỉnh Quảng Nam, Việt Nam.

## Địa lý
Phường Điện Thắng Nam nằm ở phía bắc thị xã Điện Bàn, có vị trí địa lý:
- Phía đông giáp các phường Điện Ngọc và Điện Nam Bắc
- Phía tây giáp xã Điện Hòa
- Phía nam giáp phường Điện An
- Phía bắc giáp phường Điện Thắng Trung.

Phường Điện Thắng Nam có diện tích 5,38 km², dân số năm 2022 là 7.480 người, mật độ dân số đạt 1.390 người/km².

## Lịch sử
Địa bàn phường Điện Thắng Nam trước đây là một phần xã Điện Thắng, huyện Điện Bàn.
Ngày 7 tháng 7 năm 2005, Chính phủ ban hành Nghị định 85/2005/NĐ-CP. Theo đó, chia xã Điện Thắng thành 3 xã: Điện Thắng Bắc, Điện Thắng Trung và Điện Thắng Nam.
Sau khi thành lập, xã Điện Thắng Nam có 506,20 ha diện tích tự nhiên và 6.122 người.
Ngày 11 tháng 3 năm 2015, xã Điện Thắng Nam trực thuộc thị xã Điện Bàn mới thành lập.
Ngày 13 tháng 2 năm 2023, Ủy ban Thường vụ Quốc hội ban hành Nghị quyết số 727/NQ-UBTVQH15 (nghị quyết có hiệu lực từ ngày 10 tháng 4 năm 2023). Theo đó, thành lập phường Điện Thắng Nam trên cơ sở toàn bộ 5,38 km² diện tích tự nhiên và 7.480 người của xã Điện Thắng Nam.

## Hành chính
Phường Điện Thắng Nam được chia thành 4 thôn: Phong Ngũ, An Thanh, Phong Lục Tây, Phong Lục Đông Nam.